# 2010年夏季青年奧林匹克運動會手球比賽
2010年夏季青年奧林匹克運動會手球比賽於8月20日至8月25日在新加坡的新達城新加坡國際會議展覽中心舉行。賽事分為男子組和女子組，共會產生2面金牌。參賽的運動員必須於1993年1月1日至1994年12月31日前出生。

## 各項成績
| 項目             | 金牌 | 银牌   | 铜牌 |
| 男子手球（詳細） | 埃及 |        | 法國 |
| 女子手球（詳細） | 丹麦 | 俄羅斯 | 巴西 |